# Cascina Bruseda
Cascina Bruseda, in passato detta anche Brusada, è una cascina nel comune lombardo di Ossago Lodigiano posta ad ovest del centro abitato.

## Storia
La località fu un antico comune del Contado di Lodi. In età napoleonica (1809) Brusada divenne frazione di Ossago Lodigiano. Recuperò l'autonomia con la costituzione del Regno Lombardo-Veneto, 1815, e fu inserita nel distretto di Borghetto della provincia di Lodi e Crema.
Il governo austriaco tornò sui suoi passi il 22 gennaio 1841 e soppresse nuovamente e definitivamente il comune annettendolo ad Ossago Lodigiano.